# 3Dlabs
3Dlabs é um fabricante de placas de vídeo e desenvolvedora de tecnologias para processadores gráficos. Vende as soluções Wildcat para uso em sistemas profissionais CAD. É uma subsidiária da Creative Labs.
Uma das pioneiras no campo da aceleração gráfica 3D para os PCs, a 3Dlabs foi formada a partir da Dupont Pixel Systems em abril de 1994 e passou a ser negociada na Nasdaq em outubro de 1996. Em junho de 2002 foi comprada pela Creative Labs.
A 3Dlabs é um dos membros do comitê de desenvolvimento da API OpenGL e desempenhou papel fundamental no seu desenvolvimento até a especificação 2.0. Em fevereiro de 2006, anunciou que encerraria as operações voltadas ao mercado profissional de aceleradores gráficos e se concentraria no mercado de dispositivos móveis.